# Muhamad Najib ar-Rubají
Muhamad Najib ar-Rubají (14. července 1904 – 6. prosince 1965) byl irácký politik, první prezident Iráku. Svou funkci zastával v letech 1958–1963. Sehrál klíčovou roli ve státním převratu Abdula Karima Kásima roku 1958, který svrhnul hášimovskou dynastii a založil republiku.
Kásim Rubajího po převratu udělal prezidentem a sám držel moc z pozice premiéra. Rubají sehrával spíše symbolickou roli, mimo jiné bylo pro Kásima důležité, že byl zástupcem sunnitů. V roce 1963 byl však Kásim svržen ve státním převratu baasistů a několika panarabských skupin, načež se Rubají stáhl z politiky.